# Löbschütz (Naumburg)

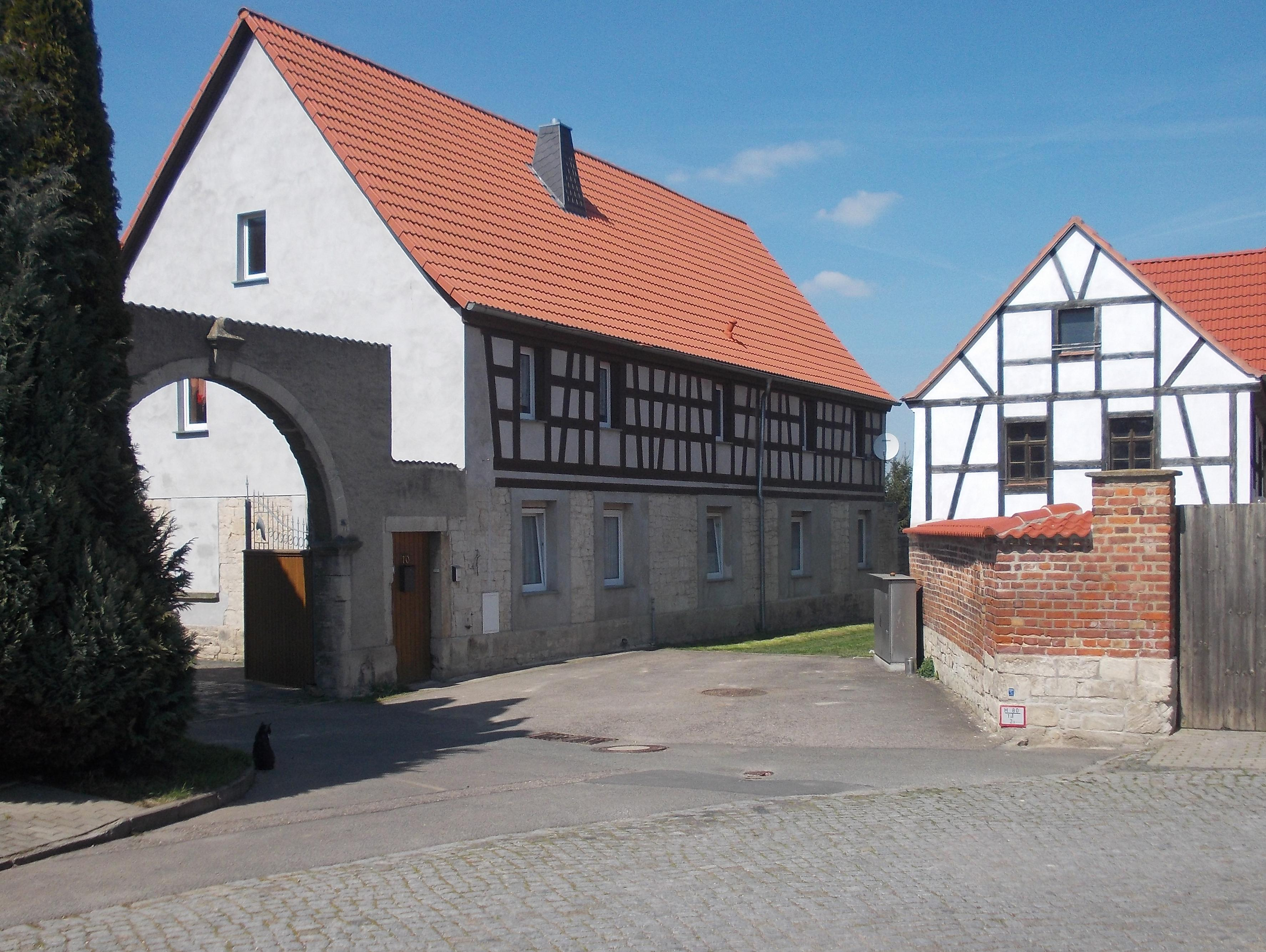
Fachwerkhäuser in Löbschütz

Löbschütz und Crölpa sind eng beieinanderliegende Ortschaften des Ortsteils Crölpa-Löbschütz der Stadt Naumburg (Saale) im Burgenlandkreis in Sachsen-Anhalt.

## Lage
Crölpa und Lobschütz befinden sich über den Saalehängen bei Saaleck, der Rudelsburg und Bad Kösen. Am Rande der Hochfläche beginnt dann schon das überlösste Hügelland bis in den Zeitzer, Schmöllner und Altenburger Raum. Die Verkehrsanbindung erfolgt über die östlich vorbeiführende Bundesstraße 88.

## Geschichte
Am 2. April 1186 wurde Löbschütz erstmals urkundlich genannt. Der Ort hatte seinen Gerichtsort auf der nahen Rudelsburg, gehörte aber zum wettinischen Amt Camburg, das aufgrund mehrerer Teilungen im Lauf seines Bestehens unter der Hoheit verschiedener Ernestinischer Herzogtümer stand. Nach der Reformation wurde Löbschütz Sitz eines evangelischen Kirchspiels mit den Filialkirchen in Heiligenkreuz und Tultewitz sowie den zusätzlich eingepfarrten Orten Crölpa, Schieben und Freiroda. Im Dreißigjährigen Krieg brannten kaiserliche Soldaten das Pfarrhaus ab, sodass die ältesten Kasualienregister verloren gingen. Außerdem wurde der damalige Geistliche Urban Reyher misshandelt und kurzzeitig verschleppt.
1826 kam der Ort als Teil der Exklave Camburg vom Herzogtum Sachsen-Gotha-Altenburg zum Herzogtum Sachsen-Meiningen. Von 1922 bis 1939 gehörten Löbschütz und das benachbarte Crölpa zur Kreisabteilung Camburg, anschließend bis 1948 zum thüringischen Landkreis Stadtroda, danach kurzzeitig zum Landkreis Jena. Am 25. Juli 1952 wurde Crölpa-Löbschütz in Folge der Gebietsreform in der DDR Teil des neugebildeten Kreises Naumburg im Bezirk Halle, wodurch seine Zugehörigkeit zu Thüringen endete.
Am 1. Januar 2010 wurden Crölpa und Lobschütz in die Stadt Naumburg eingemeindet. 2011 wohnten im landwirtschaftlich geprägten Ort 158 Personen.
Etwa 1 km südlich des Ortsteiles befindet sich ein massiver Wasserturm für die Trinkwasserversorgung, der im Jahre 1935 erbaut wurde und auf der Hochebene weithin sichtbar ist. Der Behälter in seinem Inneren fasst 200 Kubikmeter Wasser.

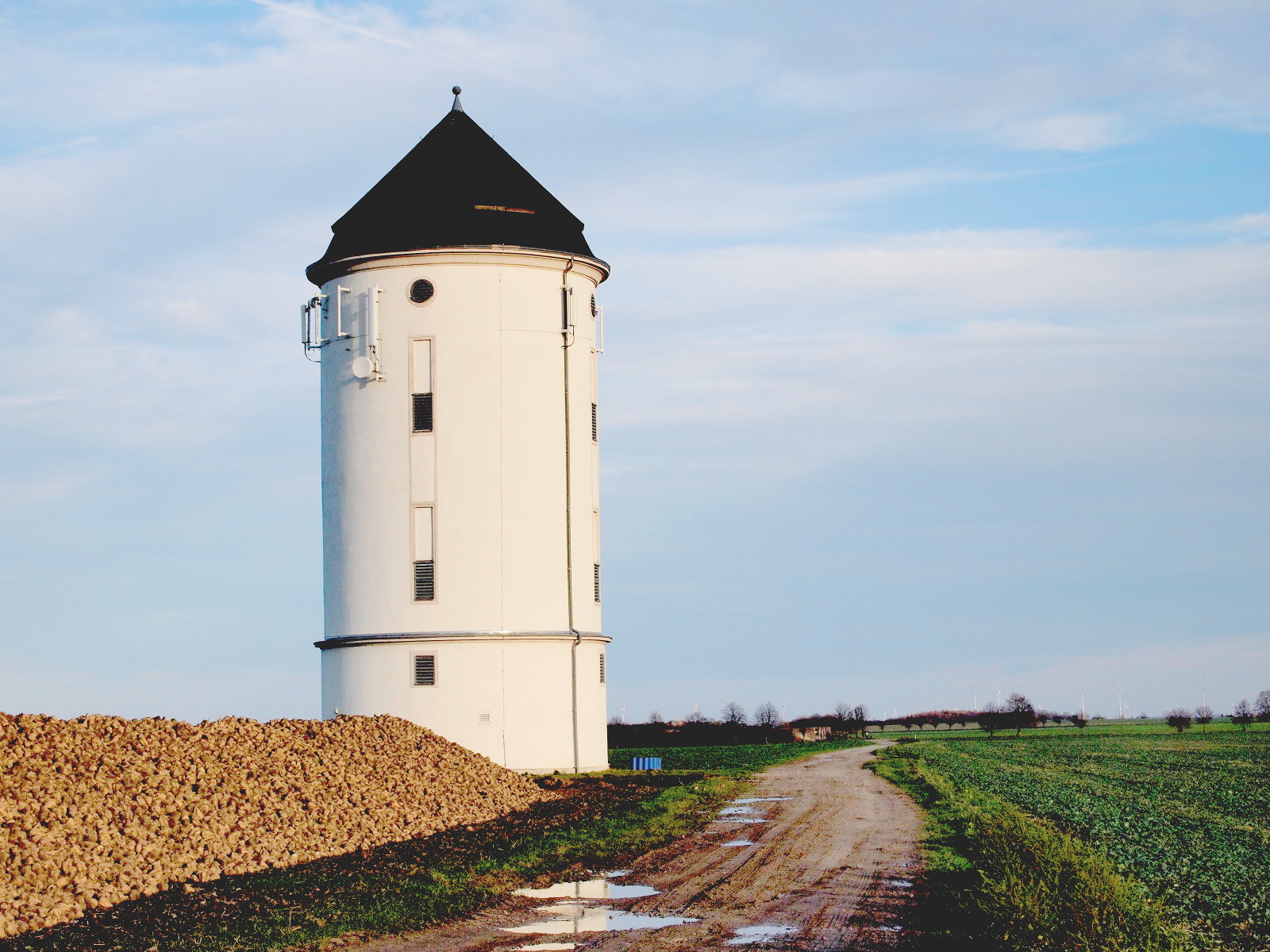
Wasserturm von Crölpa-Löbschütz, Blick von Westen

## Denkmäler
- Kriegerdenkmal westlich der Kirche